# Ключ 46
| 山                     | 山           | 山           |
| ---------------------- | ------------ | ------------ |
| 45                     | 46           | 47           |
| Піньінь:               | shān         | shān         |
| Чжуїнь:                | ㄕㄢ         | ㄕㄢ         |
| Вейд-Джайлз:           | shan1        | shan1        |
| Ютпхін:                | saan1        | saan1        |
| Он:                    |              |              |
| Кун:                   |              |              |
| Кандзі:                | yamahen 山偏 | yamahen 山偏 |
| Хун:                   | 메 me        | 메 me        |
| Им:                    | 산 san       | 산 san       |
| Індекс у Вікісловнику: | 山           | 山           |

Ключ 46 — ієрогліфічний ключ, що означає гора і є одним із 31 (загалом існує 214) ключа Кансі, що складаються з трьох рисок.
У Словнику Кансі 636 символів із 40 030 використовують цей ключ.

## Символи, що використовують ключ 46

Як писати ієрогліф.

| кількість рисок | ієрогліфи |
| --------------- | --- |
| без додаткових  | 山 |
| 1 додаткова     | 乢 屲 |
| 2 додаткові     | 屳 屹 屺 屻 屼 屽 屾 屿 岀 岁 岂 岃                                                                                           |
| 4 додаткові     | 岄 岅 岆 岇 岈 岉 岊 岋 岌 岍 岎 岏 岐 岑 岒 岓 岔 岕 岖 岗 岘 岙 岚 岛 岜                                                    |
| 5 додаткових    | 岝 岞 岟 岠 岡 岢 岣 岤 岥 岦 岧 岨 岩 岪 岫 岬 岭 岮 岯 岰 岱 岲 岳 岴 岵 岶 岷 岸 岹 岺 岻 岼 岽 岾 岿 峀 峁 峂 峃 峄 峅    |
| 6 додаткових    | 峆 峇 峈 峉 峊 峋 峌 峍 峎 峏 峐 峑 峒 峓 峔 峕 峖 峗 峘 峙 峚 峛 峜 峝 峞 峟 峠 峡 峢 峣 峤 峥 峦 峧                         |
| 7 додаткових    | 峨 峩 峪 峫 峬 峭 峮 峯 峰 峱 峲 峳 峴 峵 島 峷 峸 峹 峺 峻 峼 峽 峾 峿 崀 崁 崂 崃 崄 崅                                     |
| 8 додаткових    | 崆 崇 崈 崉 崊 崋 崌 崍 崎 崏 崐 崑 崒 崓 崔 崕 崖 崗 崘 崙 崚 崛 崜 崝 崞 崟 崠 崡 崢 崣 崤 崥 崦 崧 崨 崩 崪 崫 崬 崭 崮 崯 |
| 9 додаткових    | 崱 崲 嵟 嵠 嵡 嵢 嵣 嵤 嵥 嵦 嵧 嵨 嵩 嵪 嵫 嵬 嵭 嵮 嵯 嵰 嵱 嵲 嵳 嵴 嵵 嵶 嵷 嵸 嶋                                        |
| 11 додаткових   | 嵹 嵺 嵻 嵼 嵽 嵾 嵿 嶀 嶁 嶂 嶃 嶄 嶅 嶆 嶇 嶈 嶉 嶊 嶌 嶍 嶎                                                                |
| 12 додаткових   | 嶏 嶐 嶑 嶒 嶓 嶔 嶕 嶖 嶗 嶘 嶙 嶚 嶛 嶜 嶝 嶞 嶟 嶠 嶡 嶢 嶣 嶤 嶥                                                          |
| 13 додаткових   | 嶦 嶧 嶨 嶩 嶪 嶫 嶬 嶭 嶮 嶯 嶰 嶱 嶲 嶳 嶴 嶵 嶶                                                                            |
| 14 додаткових   | 嶷 嶸 嶹 嶺 嶻 嶼 嶽 嶾 嶿 |
| 16 додаткових   | 巀 巁 巂 巃 巄 巅 |
| 17 додаткових   | 巆 巇 巈 巉 巊 巋 巌 |
| 18 додаткових   | 巍 巎 巏 巐 |
| 19 додаткових   | 巑 巒 巓 巔 巕 |
| 20 додаткових   | 巖 巗 巘 巙 巚 |